# Daniel Vázquez Sallés
Daniel Vázquez Sallés (Barcelona, 1966) és un escriptor i periodista català.

## Família
Daniel Vázquez és fill del també escriptor Manuel Vázquez Montalbán i de la historiadora Anna Sallés.

## Biografia
Llicenciat en Ciències de la informació per la Universitat Autònoma de Barcelona, va compaginar la seva llicenciatura amb estudis cinematogràfics a la Universitat de Nova York. Autor de tres curtmetratges, és un periodista especialitzat en crònica gastronòmica i cinematogràfica. Com a periodista, ha col·laborat a El País, La Vanguardia, El Periódico, El Mundo i l'Ara així com a les revistes Fotogramas i Qué Leer.
Com a novel·lista es va estrenar el 2003 amb el 'thriller' Flores negras para Michael Roddick, on un ex espia s'amaga del passat com a xef d'un exquisit restaurant de Barcelona, fins que el seu passat torna encarnat en un comensal. Un any després va guanyar el premi Juan Mari Arzak per una crònica d'El Bulli amb l'article El Bulli abans del Bulli. La seva publicació següent fou l'assaig Comer con los ojos (2006), on s'uneixen les seves passions per la gastronomia i el cinema. I més endavant, una altra novel·la, La fiesta ha terminado (2009), que té com a punt de partida les complicades relacions de parella. El 2013 va publicar un altre assaig, Recuerdos sin retorno, una mena de memòria i records d'el seu pare, un dels escriptors més grans del segle xx. La seva tercera novel·la és El intruso, una mena de sàtira futbolística sobre l'ambició desmesurada. El 2014 en publica la quarta, Si levantara la cabeza (2014), on l'autor ressuscita Franco com a nou salvador de la pàtria, després de trenta-tres anys ocult. La cinquena novel·la de Daniel Vázquez fou Lena (2018), una història d'amor entre un assassí a sou i una escriptora. El seu darrer llibre ha estat El Príncipe y la muerte (2023), un sentit homenatge al seu fill Marc, que va morir amb deu anys.

## Novel·la
- Flores negras para Michael Roddick, 2003 // Flors negres per a Michael Roddick (traducció)
- La fiesta ha terminado, 2009
- El intruso, 2013
- Si levantara la cabeza, 2014
- Lena, 2018

## Assaig
- Comer con los ojos, 2006
- Recuerdos sin retorno. Para Manuel Vázquez Montalbán, 2013
- El Príncipe y la muerte, 2023 // El Príncep i la mort (traducció, August Rafanell)